# 恩西纳索拉德洛斯科门达多雷斯
恩西纳索拉德洛斯科门达多雷斯，是西班牙卡斯蒂利亚-莱昂萨拉曼卡省的一个市镇。 总面积34平方公里，总人口292人（2001年），人口密度9人/平方公里。